# Alfredo Gomes
Alfredo Gomes (São Paulo, 16 de janeiro de 1899 — , 17 de março de 1963) foi um atleta e corredor brasileiro.
Neto de escravos nascido em Areias (SP), foi o primeiro atleta negro brasileiro a participar dos Jogos Olímpicos. Ele carregou a bandeira na cerimônia de abertura dos Jogos Olímpicos de Verão de 1924 em Paris, na França, no estádio Yves-du-Manoir. Participou da prova de cross-country, mas não concluiu o percurso (assim como 23 outros concorrentes), terminando na 38ª posição. A prova foi disputada sob severas condições de terreno e climáticas, tendo sido concluída por apenas 15 participantes. Não participou de outras três provas em que estava inscrito: 800 metros, 1500m e 3000m com obstáculos. Seu melhor resultado foi a nona colocação na prova dos 5000m.
Entre 1919 a 1930 venceu a maioria das competições de que participou. Em 1954, já com 55 anos, correu a XXX São Silvestre com o desejo apenas de cumprir o trajeto, o que conseguiu. Em 2018, seu neto Antônio Carlos de Paula escreveu o livro Alfredo Gomes, Vida, Vitórias e Conquistas, que conta a trajetória do avô ilustre e fala sobre aspectos da vida do atleta fora das pistas de corridas.
Gomes também foi o vencedor da primeira edição da Corrida Internacional de São Silvestre, em 1925, realizada anualmente desde então em São Paulo, Brasil. A primeira São Silvestre contou apenas com a participação de atletas paulistanos.